# Daisuke Inoue
Compléments
Invention du karaoké
Daisuke Inoue (井上 大佑, Inoue Daisuke), de son vrai nom Yūsuke Inoue (井上 祐輔, Inoue Yūsuke), né le 10 mai 1940 à Osaka, est un entrepreneur japonais qui serait l'inventeur supposé du karaoké. Musicien dans sa jeunesse travaillant dans les bars, il aurait inventé la machine pour permettre aux chanteurs de s'exercer sans avoir besoin d'orchestre. Il ne dépose pas de brevet pour son invention et n'en tire aucun profit, mais il continue de travailler dans l'industrie que cela génère, et dépose même un brevet pour un pesticide pour les machines de karaoké. Nommé par le Time Magazine comme l'un des « Asiatiques les plus influents du siècle » en 1999, il reçoit le prix Ig Nobel en 2004, et est le sujet du film biographique japonais Karaoke de 2005.

## Biographie
Daisuke Inoue est né à Osaka en 1940 et grandit à Nishinomiya. Fils d'un vendeur de crêpe travaillant sur un stand derrière une gare, il commence à jouer de la batterie au lycée, mais n'étant pas particulièrement doué, il se tourne vers la gestion de son groupe qui joue de la musique d'ambiance dans un club pour hommes d'affaires. Il développe l'idée du karaoké, qui signifie « sans orchestre », lorsqu'un client demande à Inoue de venir jouer pour lui pendant un voyage d'affaires, ce qu'il ne peut pas. Il fournit alors à l'homme d'affaires un accompagnement enregistré. Pensant que l'idée peut être rentable, il commence en 1971 à louer des machines dans les bars de Kobé équipées d'enregistrements et d'amplificateurs qu'ils fabriquent avec quelques amis. Elles deviennent populaires et une nouvelle mode est née.
Inoue ne dépose pas de brevet pour cette invention et n'en tire donc pas directement profit quand l'industrie connait un boom. Il continue à travailler dans ce secteur, inventant un pesticide contre les cafards et les rats qui détruisent l'électronique des machines de karaoké. Dans les années 1980, il dirige une société qui assure les droits des musiques dans les machines à karaoké à huit pistes. Dans les années 1990, l'utilisation des huit pistes se dégénéralisant, Inoue tourne sa société vers une association avec Daiichikosho, une des plus grandes compagnies de karaoké, mais bien qu'il gagne beaucoup d'argent comme président de la société, il connait une période de dépression,. Par la suite, il fonde l'association de l'industrie du karaoké du Japon.

## Distinctions
En 1996, la relation d'Inoue avec le karaoké est rendue publique sur une chaîne TV de Singapour. En 1999, le Time Magazine reconnait son rôle dans cette nouvelle mode internationale, le décrivant comme l'un des « Asiatiques les plus influents du siècle ». « Tout comme Mao Zedong ou Mohandas Gandhi ont changé les journées en Asie », l'auteur Pico Iyer écrit qu'« Inoue a transformé ses nuits ». Après son exposition par le Time, Inoue attire l'attention des médias internationaux.
En 2004, Inoue se rend à l'université Harvard pour accepter le prix Ig-Nobel pour son « invention du karaoké, fournissant ainsi une nouvelle méthode pour que les gens apprennent à se tolérer ». Son interprétation de I'd Like to Teach the World to Sing lui vaut l'ovation du public. Le maître de cérémonie Marc Abrahams indique que c'est la plus longue ovation d'un prix Ig-Nobel qu'il ait jamais vue et les lauréats présents du prix Nobel répondent en chantant Can't take my eyes off of you.
En 2005, le réalisateur Hiroyuki Tsuji sort un film biographique sur Inoue intitulé Karaoke.

## Poursuite judiciaire
Bien qu'il prétende avoir inventé le karaoké en 1971, il aurait omis d'en déposer le brevet et les premiers sont ceux du Philippin Roberto del Rosario (en) en 1983 et 1986. Del Rosario gagne le procès de l'organisation mondiale de la propriété intellectuelle contre Inoue sur les droits du karaoké. Inoue est en retour reconnu comme l'un des Asiatiques les plus influents par le Time Magazine.